# اندیس آهن عمروان-عطاریه
آهن عمروان-عطاریه یک اندیس فلزی است که در حوالی شهر جام استان سمنان قرار دارد و مادهٔ معدنی موجود در آن، آهن است.  